# Nigromammilla calami
Nigromammilla calami är en svampart som beskrevs av K.D. Hyde & J. Fröhl. 2003. Nigromammilla calami ingår i släktet Nigromammilla, klassen Sordariomycetes, divisionen sporsäcksvampar och riket svampar.   Inga underarter finns listade i Catalogue of Life.